# Kiss Lajos (tanár, 1855–1938)
Kiss Lajos (Nagyvárad, 1855. szeptember 24. – Zalaegerszeg, 1938. október 14.) kereskedelmi iskolai tanár, igazgató.

## Élete
Kiss Ferenc és Székely Erzsébet fia. A gimnáziumot szülővárosában látogatta, a főiskolát és tanítóképzőt Debrecenben, a pedagógiumot Budapesten végezte, ahol a nyelvtani-történeti csoportból tanári képesítést nyert. Okleveles tornatanító. A zalaegerszegi államilag segélyezett községi felső kereskedelmi és polgári iskolánál 1885-től tanította a magyar nyelvet és irodalmat, vezette az önképzőkört és segítő egyesületet. A polgári iskolában magyart és földrajzot tanított. Az iparos ifjak segítő- és önképző egyesületének volt elnöke; több felolvasást tartott. A zalamegyei tanító-egyletnek kilenc évig főjegyzője volt. Felesége Nagy Mária.
Költeményeket és elbeszéléseket írt a vidéki lapokba, pedagógiai és tanügyi cikkeket a Nemzeti Iskolába.